# کریستیان فریش

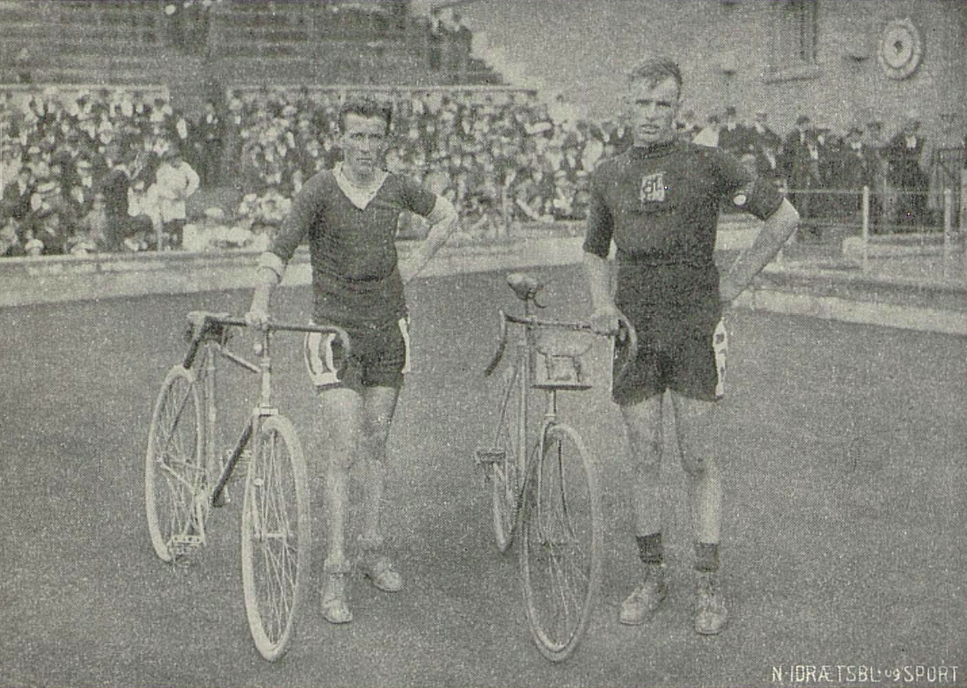
کریستیان فریش در سمت چپ تصویر

کریستیان فریش (انگلیسی: Kristian Frisch; ۸ ژوئیهٔ ۱۸۹۱ – ۷ دسامبر ۱۹۵۴) دوچرخه‌سوار اهل دانمارک بود.